# Rafal
Rafal község Spanyolországban, Alicante tartományban. Lakosainak száma 4900 fő (2024). Rafal Orihuela községgel határos.

## Népesség
A település lakosságának változását az alábbi diagram mutatja:
| Lakosok száma | 3366 | 3586 | 3805 | 4135 | 4162 | 4138 | 4218 | 4498 | 4597 | 4900 |
|               | 2001 | 2004 | 2006 | 2009 | 2011 | 2014 | 2016 | 2019 | 2021 | 2024 |